# José Carmona
José de Jesús Carmona Nuñez (Cartagena, Colombia; 24 de marzo de 1989) es un exboxeador colombiano. Se enfrentó a Jorge Arce el 16 de noviembre de 2013 perdiendo por nocaut en el octavo asalto. Después de la pelea Carmona fue llevado al hospital de emergencia resultando con presión cerebral. Años más tarde, se trasladó a Sevilla, donde comenzó un grado universitario.

## Carrera

### Carmona vs Arce
El regreso de Jorge Arce al encordado estuvo lleno de cambios de última hora previo a su realización. Luego de William Prado y Giovani Caro, José Carmona fue nombrado rival del 'Travieso' apenas cuatro días antes de que se realizara el pleito, el resultado no fue el esperado para el joven colombiano.
En el octavo asalto, Arce noqueó a Carmona, tal golpe derivó no solo en la victoria del mexicano, sino en un trágico coma inducido del cafetalero que fue operado en el hospital La Loma de San Luis Potosí, lugar donde se llevó a cabo el pleito.

## Récord profesional
| Récord profesional | Récord profesional | Récord profesional |
| 26 peleas          | 22 Victorias       | 4 Derrotas         |
| Nocaut             | 12                 | 2                  |
| Decisión           | 10                 | 2                  |
| Empates            | 0                  | 0                  |
| ------------------ | ------------------ | ------------------ |

| Resultado | Récord | Rival                 | Método | Asalto - Tiempo | Fecha                    | Localización                                               | Título                               |
| Derrota   | 22-4-0 | Jorge Arce            | KO     | 8               | 16 de noviembre de 2013  | El Domo, San Luis Potosí, México                           | Pierde por nocaut y termina en coma. |
| Victoria  | 22-3-0 | Jelier Pacheco        | UD     | 6 (6)           | 19 de julio de 2013      | Parque de la Independencia, Malambo, Colombia              |                                      |
| Victoria  | 21-3-0 | Alexander Cassiani    | TKO    | 1 (8)           | 24 de mayo de 2013       | Coliseo del Colegio Biffi La Salle, Barranquilla, Colombia |                                      |
| Victoria  | 20-3-0 | Gustavo Sandoval      | UD     | 9 (9)           | 19 de abril de 2013      | Coliseo del Colegio Biffi La Salle, Barranquilla, Colombia |                                      |
| Victoria  | 19-3-0 | Jelier Pacheco        | SD     | 6 (6)           | 2 de marzo de 2013       | Coliseo del Colegio Biffi La Salle, Barranquilla, Colombia |                                      |
| Derrota   | 18-3-0 | Andrés Gutiérrez      | KO     | 2 (10)          | 2 de febrero de 2013     | Auditorio General Arteaga, Querétaro, México               |                                      |
| Victoria  | 18-2-0 | Mauricio Martínez     | UD     | 9 (9)           | 20 de octubre de 2012    | Coliseo Cubierto Eliís Chegwin, Barranquilla, Colombia     |                                      |
| Victoria  | 17-2-0 | Ever García Hernández | UD     | 9 (9)           | 17 de agosto de 2012     | Coliseo Cubierto, Puerto Colombia, Colombia                |                                      |
| Victoria  | 16-2-0 | Deybi Mendoza         | KO     | 3 (6)           | 22 de junio de 2012      | Kiosko El Bony, La Boquilla, Colombia                      |                                      |
| Victoria  | 15-2-0 | Javier Simanca        | KO     | 1 (6)           | 25 de mayo de 2012       | Coliseo Cubierto, Puerto Colombia, Colombia                |                                      |
| Victoria  | 14-2-0 | Rufino Valdez         | KO     | 1 (8)           | 16 de diciembre de 2011  | Coliseo Bernardo Caraballo, Cartagena, Colombia            |                                      |
| Derrota   | 13-2-0 | Jean Javier Sotelo    | SD     | 8 (8)           | 21 de octubre de 2011    | Coliseo Bernardo Carabalo, Cartagena, Colombia             |                                      |
| Victoria  | 13-1-0 | Wagner Ortega         | UD     | 6 (6)           | 19 de agosto de 2011     | Coliseo Miguel "Happy" Lora, Montería, Colombia            |                                      |
| Victoria  | 12-1-0 | Francisco Herrera     | TKO    | 4 (8)           | 5 de junio de 2011       | Barrio La Paz, Vía Pública, Barranquilla, Colombia         |                                      |
| Victoria  | 11-1-0 | Julio Gómez           | KO     | 4 (8)           | 30 de abril de 2011      | Coliseo Cubierto, Puerto Colombia, Colombia                |                                      |
| Derrota   | 10-1-0 | Daulis Prescott       | UD     | 10 (10)         | 30 de octubre de 2010    | Centro de Convenciones, Cartagena, Colombia                |                                      |
| Victoria  | 10-0-0 | Fernando Contreras    | KO     | 2 (6)           | 1 de octubre de 2010     | Coliseo Municipal, Puerto Colombia, Colombia               |                                      |
| Victoria  | 9-0-0  | Víctor Peralta        | MD     | 8 (8)           | 30 de julio de 2010      | Cancha El Monumental Cartagena, Colombia                   |                                      |
| Victoria  | 8-0-0  | Gabriel Filot         | KO     | 2 (6)           | 21 de mayo de 2010       | Coliseo Bernardo Caraballo, Cartagena, Colombia            |                                      |
| Victoria  | 7-0-0  | Fernando Contreras    | TKO    | 5 (8)           | 27 de marzo de 2010      | Barranquilla, Colombia                                     |                                      |
| Victoria  | 6-0-0  | Nicolás Cueto         | KO     | 1 (6)           | 12 de febrero de 2010    | Campito de Bocagrande Cartagena, Colombia                  |                                      |
| Victoria  | 5-0-0  | Elvis Morelos         | UD     | 6 (6)           | 2 de octubre de 2009     | Coliseo Miguel "Happy" Lora, Montería, Colombia            |                                      |
| Victoria  | 4-0-0  | Daniel Mercado        | TKO    | 3 (4)           | 11 de septiembre de 2009 | Centro Recreacional Las Vegas, Barranquilla, Colombia      |                                      |
| Victoria  | 3-0-0  | José Luis Oviedo      | KO     | 1 (4)           | 2 de julio de 2009       | Discoteca El Escándalo, Cartagena, Colombia                |                                      |
| Victoria  | 2-0-0  | Rafael García         | UD     | 4 (4)           | 29 de mayo de 2009       | Centro Recreacional Las Vegas, Barranquilla, Colombia      |                                      |
| Victoria  | 1-0-0  | César Rodríguez       | UD     | 4 (4)           | 3 de abril de 2009       | Centro Recreacional Las Vegas, Barranquilla, Colombia      | Debut profesional                    |